# Hydnocarpus corymbosa
Hydnocarpus corymbosa är en tvåhjärtbladig växtart som beskrevs av Berthold Carl Seemann. Hydnocarpus corymbosa ingår i släktet Hydnocarpus och familjen Achariaceae. Inga underarter finns listade i Catalogue of Life.